# Louveciennes
Louveciennes, anteriormente chamada Luciennes, é uma comuna francesa na região administrativa francesa da Ilha de França, no departamento de Yvelines. A comuna possui 7 143 habitantes segundo o censo de 2014.
Seus habitantes são chamados Louveciennois ou Luciennois.